# Vườn quốc gia Masoala

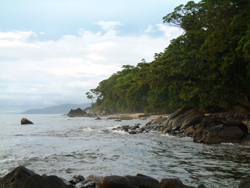
Khu vực giáp bờ biển của Công viên quốc gia Masoala

Vườn quốc gia Masoala là một vườn quốc gia nằm tại Đông bắc Madagascar và là khu bảo tồn lớn nhất của đảo quốc này. Hầu hết diện tích vườn nằm ở Sava và một phần tại Analanjirofo. Thành lập vào năm 1997, vườn quốc gia này bảo vệ khu vực 2.300 km² rừng mưa và 100 cây số vuông khu bảo tồn biển. Bán đảo Masoala đặc biệt đa dạng do kích thước khổng lồ và sự đa dạng môi trường sống. Hệ sinh thái tại đây bao gồm rừng mưa nhiệt đới, rừng ven biển, rừng ngập nước, đầm lầy, rừng ngập mặn. Khu vực biển là các rạn san hô và sự đa dạng của các loài sinh vật biển.